# Villejuif – Gustave Roussy (Métro Paris)
Villejuif – Gustave Roussy ist der Name einer Station der Linien 14 und 15 der Pariser Métro. Die Métrostation befindet sich in Villejuif, Département Val-de-Marne, wenige Kilometer südlich der Pariser Stadtgrenze.
Die Station schließt das Krebsforschungsinstitut Institut Gustave Roussy, welches auch namensgebend für die Station ist, besser an den öffentlichen Nahverkehr im Großraum Paris an.
Der vorläufige Name war Villejuif – Institut Gustave-Roussy. Am 27. Juli 2022 wurde der endgültige Name Villejuif – Gustave Roussy bekannt gegeben.
Die Eröffnung der U-Bahnstrecke der Linie 14 erfolgte am 24. Juni 2024. Sie ist Teil der Verlängerung um sieben Stationen von Olympiades bis Aéroport d’Orly und Teil des Grand Paris Express, die Station Villejuif – Gustave Roussy war jedoch zu diesem Zeitpunkt noch nicht fertiggestellt. Die Bauarbeiten begannen 2018. Letztendlich eröffnete die Station der Linie 14 am 18. Januar 2025.
Die Station der Linie 15 wird voraussichtlich ein Jahr später eröffnen und ist Teil des ersten Bauabschnittes der Linie 15 von Noisy – Champs bis Pont de Sèvres und ebenfalls Teil des Grand Paris Express.